# 振头街道
振头街道，是中华人民共和国河北省石家庄市桥西区下辖的一个街道办事处。
2013年，石家庄市人民政府批复同意将振头街道办事处石铜路以东的振六、振头直属、尹新3个居民委员会和西五里、东五里、十里尹村、官家庄4个村民委员会划归红旗街道办事处管辖；将振头街道办事处苑东街以西、槐安路以北的翁村村民委员会划归苑东街道办事处管辖；将红旗街道办事处石铜路以西的玉成、石铜路2个居民委员会划归振头街道办事处管辖。

## 行政区划
振头街道下辖以下地区：
石铜路社区、玉成社区、振头一街社区、振头二街社区、振头三街社区、振头四街社区、振五社区、卓达科苑社区、西岗头村、玉村和东良厢村。